# En Fortid
En Fortid er en dansk stumfilm fra 1913, der er instrueret af Eduard Schnedler-Sørensen efter manuskript af Lars Svenné Langkjær.

## Handling
Denne artikel mangler et handlingsreferat. Hjælp os med at skrive det.

## Medvirkende
- Ragna Wettergreen - Fanny Harlev, fhv. varietesangerinde
- Zanny Petersen - Ellen, Fannys datter
- Svend Melsing - Herman
- Frederik Jacobsen
- Johanne Krum-Hunderup